# Yolanda Kakabadse

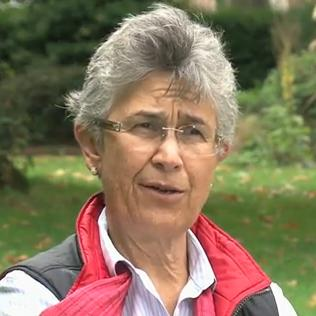
Yolanda Kakabadse en 2011.

Yolanda Kakabadse Navarro (15 de septiembre de 1948) es una conservacionista ecuatoriana de ascendencia georgiana.

## Biografía
Luego de estudiar Psicología de la Educación en la Pontificia Universidad Católica del Ecuador (PUCE) en Quito, se involucró en temas ambientales. Fue fundadora de la Fundación Natura en Quito y fue su directora ejecutiva de 1979 a 1990. En la Cumbre de la Tierra de Río, actuó como enlace con las ONG. En 1993 fundó la Fundación Futuro Latinoamericano, donde se desempeñó como presidenta hasta 2006. Entre agosto de 1998 a enero de 2000, se desempeñó como Ministra de Medio Ambiente en el gobierno de Ecuador.
De 1996 a 2004 fue presidenta de la Unión Internacional para la Conservación de la Naturaleza (UICN) y de 2010 a 2017 fue presidenta del Fondo Mundial para la Naturaleza (WWF). También es miembro del grupo de expertos con sede en Washington D. C. Diálogo Inter-Americano.
Yolanda Kakabadse también es fideicomisaria de la Fundación Ford  y fue miembro de la junta de la Fundación LafargeHolcim para la Construcción Sostenible desde 2004 hasta 2013.
Kakabadse es miembro de la Comisión Internacional de la Carta de la Tierra.